# Boolsk variabel
 For alternative betydninger, se Variabel.
En boolsk variabel eller boolean er en variabel som kun kan antage to værdier (sandt/falsk).
Siden en bit er en boolsk variabel, kræves der kun en bit for at lagre en boolean, mens en byte har plads til 8 booleaner.
På de fleste af de computere der bruges i dag, er en byte det mindste antal hukommelse som kan adresseres. Det betyder at en boolean vil optage en hel byte hvis man er uforsigtig, altså 8 gange mere hukommelse end nødvendigt. En måde at undgå det, er at samle booleanerne i grupper på 8, sådan at de kan skrives og læses i hukommelsen som tal mellem 0 og 255.
Indenfor statistik bruges begrebet dikotom variabel om en variabel som kun kan antage en af to værdier. For eksempel Ja/Nej, 0/1 eller mand/kvinde. En dikotom variabel har ikke nogen måleskala. 